# Comeback (1982)
Comeback ist ein Musik-Film von Christel Buschmann, in dem Rocksänger Eric Burdon die Hauptrolle spielt. Der Film wurde am 23. April 1982 in München uraufgeführt und kam im selben Jahr in die deutschen Kinos. Am 8. Oktober 1984 wurde Comeback um 23 Uhr in der ARD ausgestrahlt.

## Handlung
Der einst berühmte Sänger Rocco lebt mit seiner drogenabhängigen Frau Tina in Los Angeles und muss vor der Mafia flüchten. Er findet sich in der Metropole Berlins wieder um dann dort mit neuem Vertrag sein Comeback zu schaffen.
Als er unter Punks gefeierte Auftritte hinter sich hat, beginnen die Probleme wieder.

## Hintergrund
Die deutsche Kinopremiere des Films fand am 23. April 1982 in München statt. Das Publikumsinteresse hielt sich in Grenzen, bis Ende 1982 hatte Comeback in der Bundesrepublik nur 15.419 zahlende Besucher. Die Soundtrack-LP Comeback (mit zehn Titeln) kam noch im selben Jahr auf den Markt und war deutlich erfolgreicher als der Film. 1994 kam die CD The Comeback Soundtrack heraus und enthielt insgesamt 27 Titel, davon auch unveröffentlichte Versionen von Songs.

## Kritik
Das Lexikon des internationalen Films urteilte: „In den Konzertaufnahmen und der Musik ansprechend, gelingt es dem Film nicht, die tiefergehenden Bezüge des Themas aufzugreifen. So bleibt er modisch-chic an der Oberfläche und variiert Klischees über den Lebenswandel von Rockstars“. Der Spiegel stellte im Rahmen der Fernsehausstrahlung des Filmes fest:  „Christel Buschmanns zweiter Kinofilm (1982) lebt vor allem von der explosiven Vitalität des Rocco-Darstellers Eric Burdon.“